# Monforte San Giorgio
Monforte San Giorgio – miejscowość i gmina we Włoszech, w regionie Sycylia, w prowincji Mesyna.
Według danych na rok 2004 gminę zamieszkiwało 3087 osób, 96,5 os./km².

## Bibliografia

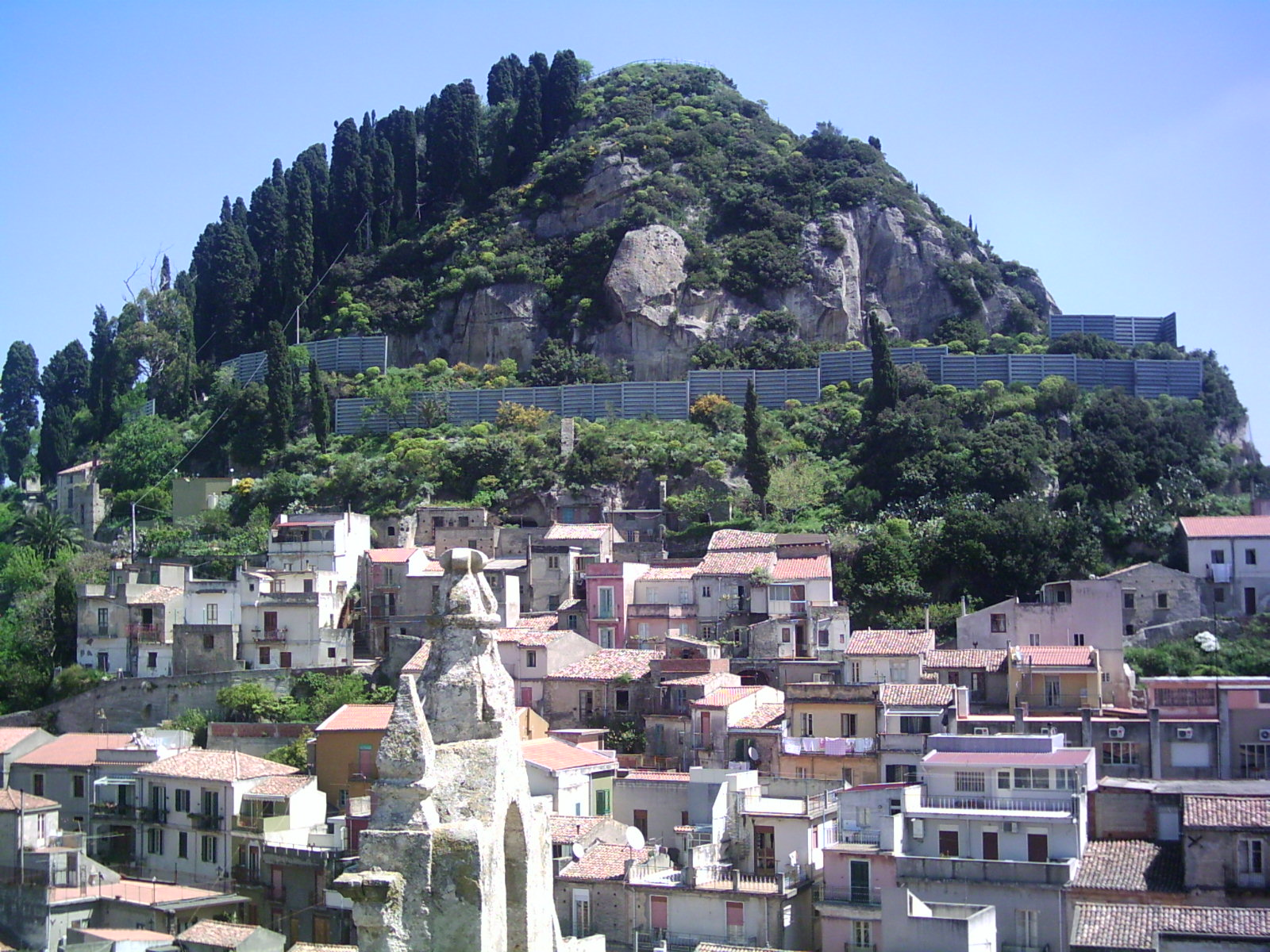